# یان بارتلمی
یان بارتلمی وارلا (اسپانیایی: Yan Barthelemy Varela‎؛ زادهٔ ۵ مارس ۱۹۸۰ در ماتانزاس) بوکسور اهل کوبا است.
از افتخارات وی میتوان به کسب مدال طلا در بخش (۴۸–  کیلوگرم) مسابقات بوکس بازی‌های المپیک تابستانی ۲۰۰۴ اشاره کرد.